# Андрианов, Николай Ефимович
Никола́й Ефи́мович Андриа́нов (14 октября 1952, Владимир — 21 марта 2011, там же) — советский гимнаст, занимает третье место в истории Олимпийских игр по количеству завоёванных медалей во всех видах спорта (15), из которых 7 были золотыми. Многократный чемпион мира, Европы и СССР. Заслуженный мастер спорта СССР (1972), заслуженный тренер СССР.
Член КПСС с 1979 года, член ЦК ВЛКСМ и кандидат в члены Бюро ЦК ВЛКСМ (1978—1982).

## Биография и спортивная карьера
Родился 14 октября 1952 года во Владимире. В детстве занимался во Владимирской гимнастической школе.
Первым и постоянным тренером Николая Андрианова в спортивной гимнастике стал Николай Григорьевич Толкачев. Свое детство Николай Андрианов проводил во дворах, его и ещё четверых детей воспитывала одна мама, которая много работала. Однажды Николай Андрианов оказался в спортивной гимнастической школе и познакомился с Николаем Толкачевым. Вначале между ними взаимоотношения складывались не легко: через месяц после начала занятий Андрианов пытался бросить гимнастику и перестал ходить на тренировки, но первый тренер сумел вернуть его. Более того — Николай Толкачев также помогал ему и с подготовкой домашних заданий. Первые выступления Андрианова не принесли ему медалей, и спортсмен стал падать духом — но первый тренер сумел провести хорошую психологическую работу и Андрианов не бросил гимнастику. Когда Николай Андрианов заболел, а дома мама не могла уделять ему много заботы из-за болезни, семья тренера взяла его жить к себе. Николай Толкачев также посещал родительские собрания в школе своего воспитанника.
На Олимпиаде в Москве удостоился чести произносить Олимпийскую клятву от имени спортсменов.
Кроме олимпийских медалей Николай Андрианов имел множество наград других турниров. Чемпион мира в многоборье (1978) и дважды на кольцах (1974, 1978). Многократный чемпион Европы (1971—1975). Победитель соревнований на Кубок мира 1975—1977 годов. Многократный чемпион СССР. В 2001 году был принят в Гимнастический Зал славы в Оклахоме-Сити. До августа 2008 года Андрианов удерживал абсолютный рекорд среди мужчин по количеству олимпийских наград за карьеру (15), пока американский пловец Майкл Фелпс не выиграл свою 16-ю медаль.
После окончания спортивной карьеры Николай Андрианов работал детским тренером.

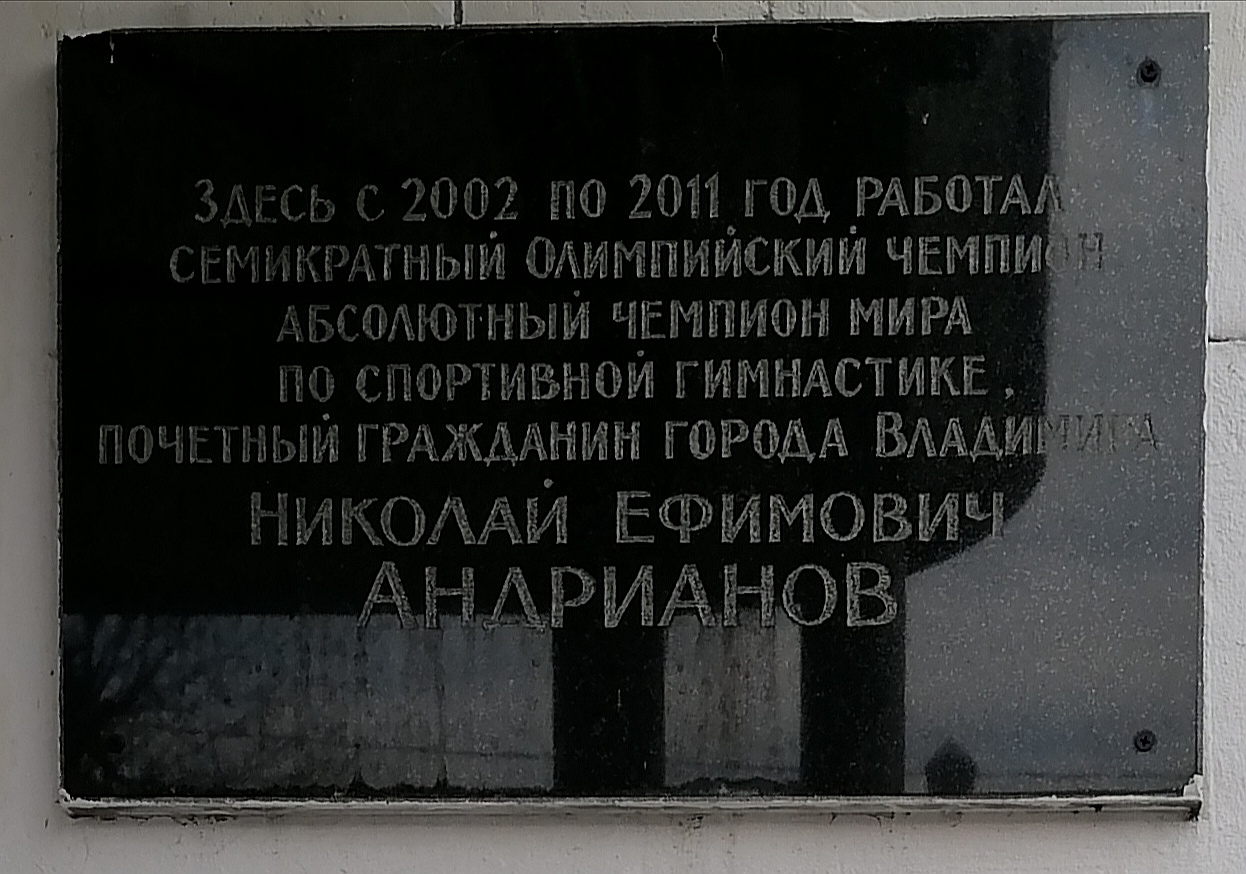
Мемориальная доска на здании ДЮСШ во Владимире

В 1994—2002 годах работал в Японии в частном гимнастическом клубе Мицуо Цукахары, в 2002 году стал директором спортивной школы во Владимире.
Был женат на советской гимнастке Любови Бурде, двукратной олимпийской чемпионке в командном первенстве (1968 и 1972), в начале 2000-х годов супруги развелись. Два сына.

Могила на Улыбышевском кладбище

Скончался на 59-м году жизни 21 марта 2011 года во Владимире после продолжительной болезни (оливопонтоцеребеллярная атрофия).
Прощание состоялось 24 марта 2011 года в Городском дворце культуры Владимира. Похоронен на Аллее Почёта кладбища Улыбышево рядом с Алексеем Прокуроровым и Юрием Рязановым.

## Память

14 октября 2011 года во Владимире на здании ДЮСШ олимпийского резерва по спортивной гимнастике имени Н. Г. Толкачёва была торжественно открыта мемориальная доска памяти Николая Андрианова.
14 августа 2012 года во Владимире журналист Юрий Борисов объявил о гражданской инициативе «Андриановский сквер», цель которой была назвать именем Н. Е. Андрианова сквер и остановку общественного транспорта около дома, где жил спортсмен. 5 июля 2013 года топонимическая комиссия города Владимира согласилась с инициативой и предложила присвоить скверу, расположенному по ул. Большой Нижегородской, в районе дома № 32, название «Андриановский сквер». 25 декабря 2013 года Совет народных депутатов города Владимир принял решение присвоить территории в границах земельного участка с кадастровым номером 33:22:032061:292, расположенного по ул. Большой Нижегородской, д. № 34, название «Андриановский сквер».
15 марта 2014 топонимическая комиссия администрации города Владимира приняла решение переименовать остановку «Спортшкола» (на чётной стороне улицы Большая Нижегородская) в остановку «Андриановский сквер».
21 октября 2015 года были подведены итоги конкурса на проект памятника Николаю Андрианову, который планируется установить в Андриановском сквере во Владимире. Общественное жюри, в которое входили младший сын и сестра Н. Е. Андрианова, единогласно выбрало работу скульптора Ильи Шанина.
24 марта 2016 года Советом народных депутатов города Владимира принято решение об установке памятника Николаю Андрианову работы Ильи Шанина, и 29 сентября 2016 года памятник был установлен. Скульптура отлита в Смоленской области, а гранитный постамент изготовлен в Ленинградской области. 12 октября 2016 года монумент был торжественно открыт, открытие стало, по версии интернет-издания «ПроВладимир», «Открытием 2016 года» во Владимире.

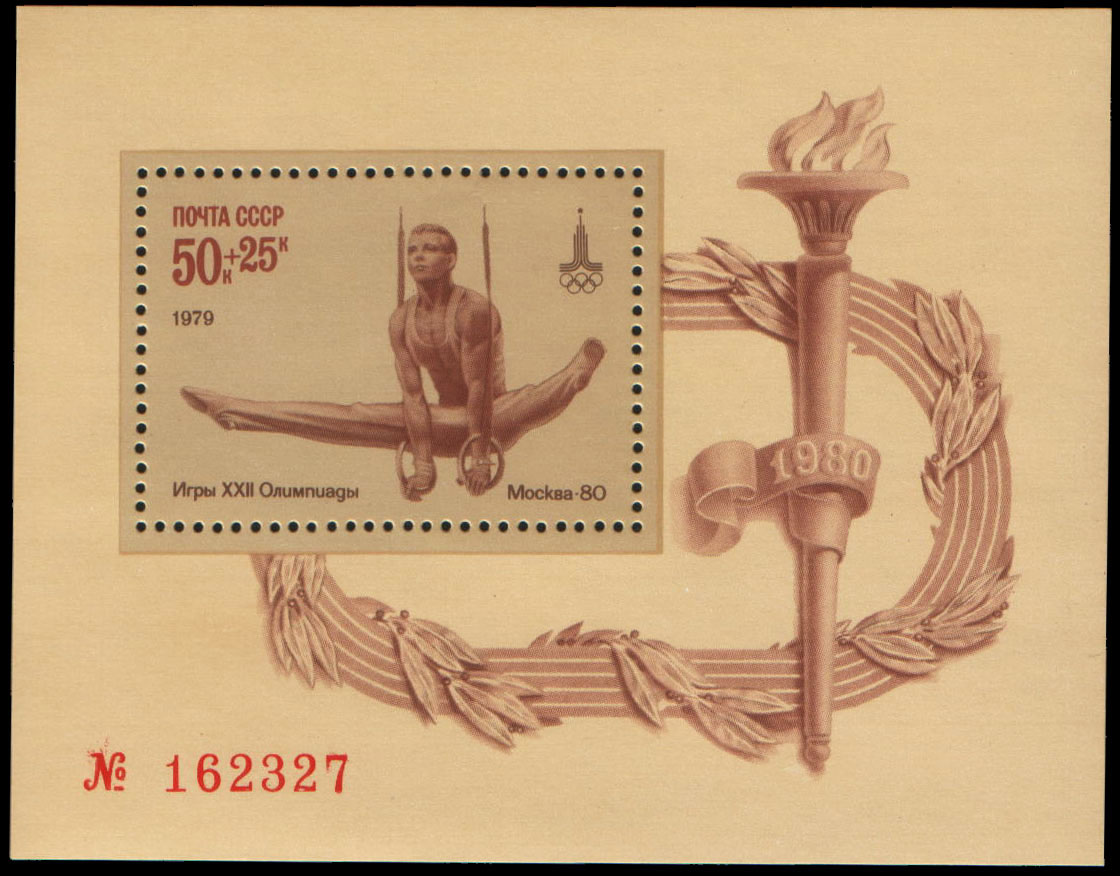
Николай Андрианов на почтовом блоке СССР 1979 года

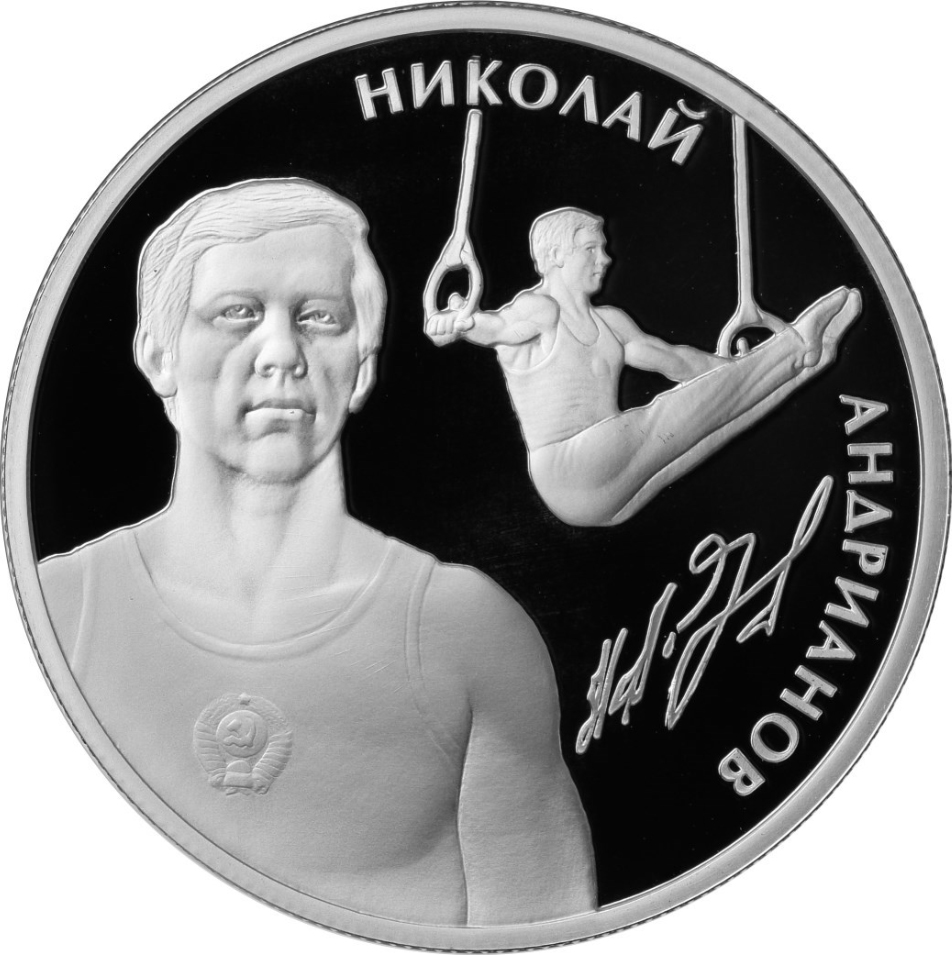
Николай Андрианов на памятной монете России 2014 года из серебра номиналом 2 рубля

Именем Николая Андрианова названа улица в селе Суходол Суздальского района Владимирской области.

## Интересные факты
- 21 марта 1979 года почта СССР выпустила почтовый блок из серии «XXII летние Олимпийские игры 1980 года в Москве. Спортивная гимнастика»  (ЦФА [АО «Марка»] № 4952), марка в блоке создана по фотографии Д. Маркова «Николай Андрианов выполняет упражнение на кольцах», опубликованной в журнале «Спортивная жизнь России», № 10, 1972 год[11].
- 31 октября 1976 года почта Монголии выпустила серию почтовых марок (№ 1018—1024 + почтовый блок №С1025). На марке № 1024  (Sc #934) номиналом 1 тугрик изображён Николай Андрианов.

## Награды и звания
- орден «Знак Почёта» (1972)
- орден Ленина (1976)[12]
- орден Трудового Красного Знамени
- медаль «За трудовую доблесть»
- премия Ленинского комсомола (1987) — за участие в разработке и внедрении комплекса снарядов и тренажёров, повышающих эффективность тренировочного и восстановительного процессов в физической культуре и спорте
- Почётный знак (орден) «Спортивная слава России» I степени (редакция газеты «Комсомольская правда» и коллегия Олимпийского комитета России, ноябрь 2002)[13]
- заслуженный мастер спорта СССР (1972)
- заслуженный тренер СССР
- Почётный гражданин города Владимира и Владимирской области
- Заслуженный мастер спорта ЧССР (1976)[14]